# Terminal Aquaviário da Prainha
O Terminal Aquaviário da Prainha  está localizado no município de Vila Velha, bairro da Prainha,  hoje é uma colonia de pesca. O terminal foi muito utilizado na década de 1980 e após a inauguração da Terceira Ponte passou a perder movimento. O sistema aquaviário foi extinto em 1998, porém tinha a promessa de voltar  a ser utilizado no Espírito Santo em 2012.